# José de Teresa
José Nicolás de Teresa y Miranda (23 de agosto de 1850, Puebla, México - 11 de enero de 1902, en  Viena, Austria,) fue un empresario y político  mexicano.

## Biografía
Poblano de nacimiento, José Nicolás de Teresa y Miranda fue un destacado político porfirista y empresario. Sus padres fueron el comerciante de origen asturiano Nicolás de Teresa y Sánchez Tamés, miembro del grupo fundador del Banco Mercantil Mexicano, y Dolores Miranda Muñoz, hija del vicecónsul de España en México.  Fue el cuatro de los once hijos que tuvieron sus padres. La familia de José de Teresa apoyó financieramente a Benito Juárez durante las guerras civiles entre los partidos liberal y conservador en el México del siglo XIX.
José de Teresa Miranda se casó con María Luisa Romero Rubio Castelló el 2 de julio de 1886. Ella era hija del famoso político Manuel Romero Rubio y cuñada de Porfirio Díaz, presidente  de México de 1876 a 1911. Su hijo fue José Manuel de Teresa Romero Rubio.
En abril de 1887 encabezó la Compañía Agrícola Limitada de El Tlahualilo, luego Compañía Agrícola, Industrial, Colonizadora, Limitada de El Tlahualilo, dedicada a colonizar y establecer agroindustrias en el municipio de Tlahualilo en Durango. Junto con un buen número de mexicanos de origen asturiano , hicieron florecer la finca Zaragoza, al igual que las fincas llamadas Barcelona, Carolinas, Londres, Oquendo, Rosas, Providencia, Pamplona, Jalapa, Ceceada, Córdoba y Valencia.

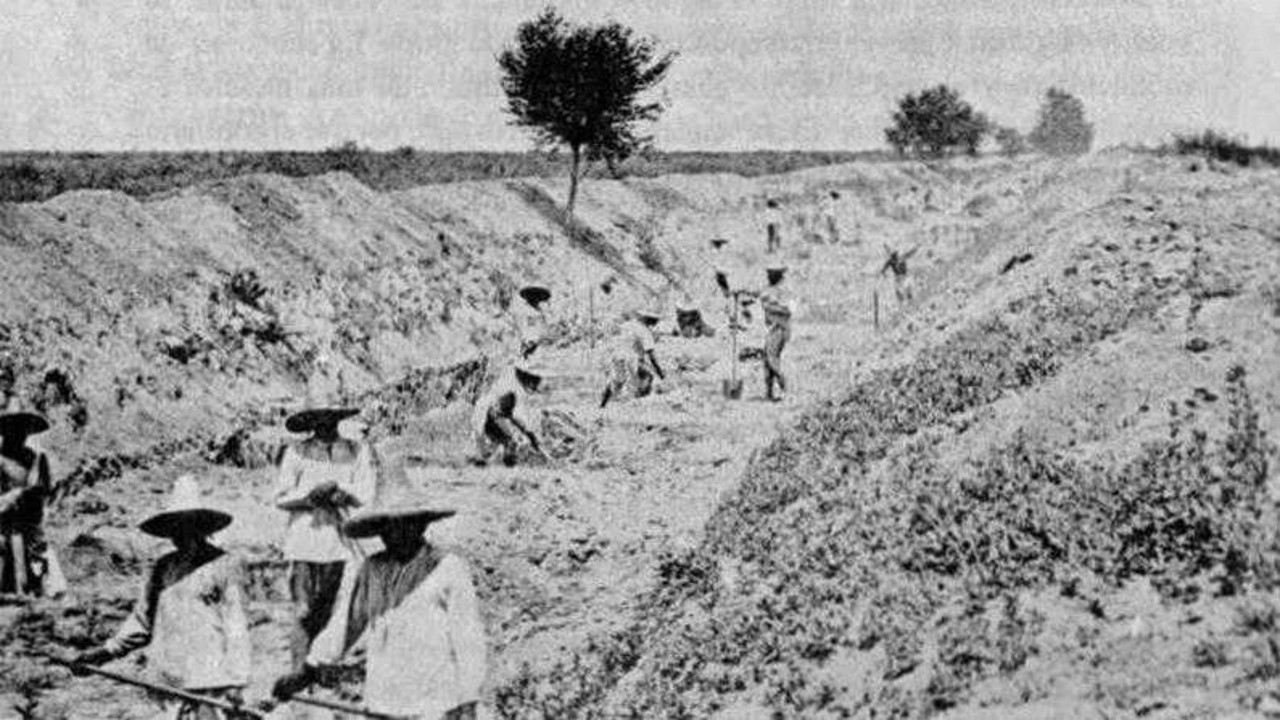
Elcanal de Tlahualilo llevó agua y conflictos a esa zona de la región lagunera de Durango.

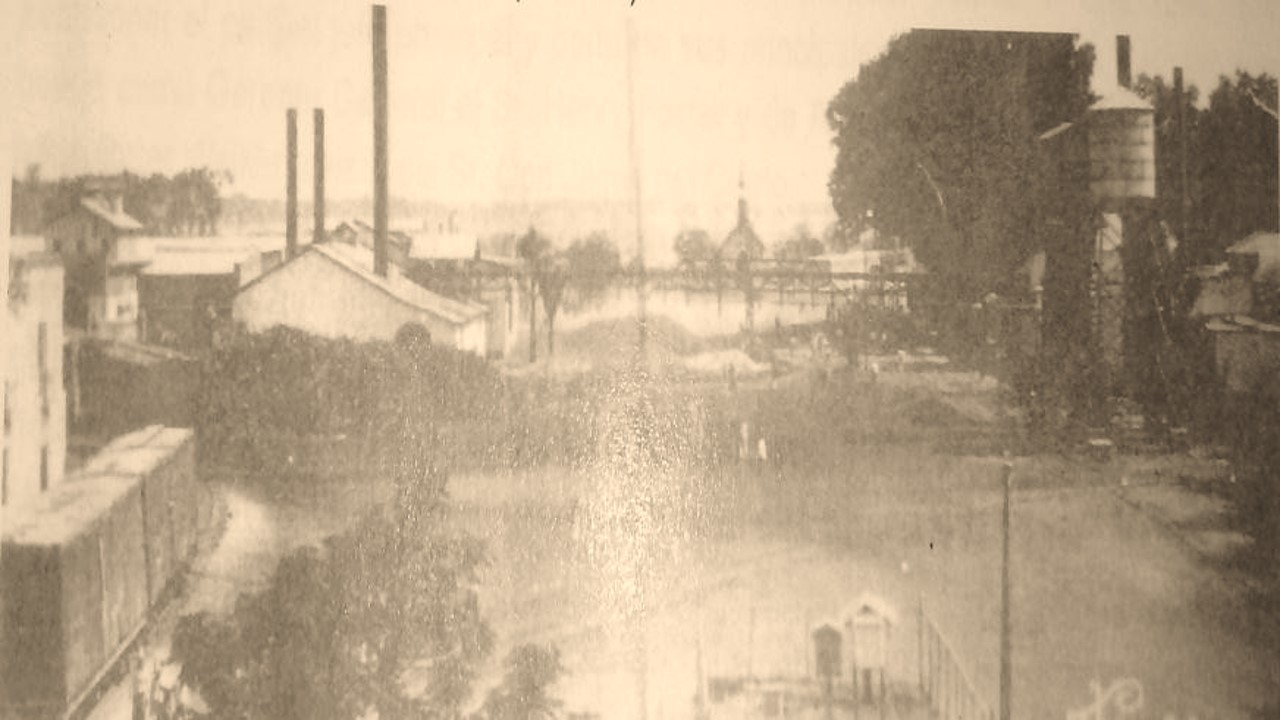
La Hacienda de Zaragoza en su etapa de esplendor productivo

Además, la Compañía Agrícola de El Tlahualilo, aprovechó entonces el lecho del antiguo paso del río Nazas, que 10 años antes se desvió definitivamente. La empresa "... cubrió todo un capítulo en la historia de la Comarca Lagunera. Su canal debería regar cierto número de hectáreas que aprovechaban preferentemente en su inicio, lo que provocó graves conflictos que duraron varios años.
"La concesión duró hasta fines de 1936, año en que el fraccionamiento ejidal entró en contradicción con la estructura latifundista de la compañía y se atomizó, permitiendo con ella la conformación de un municipio nuevo. Al siguiente año se segregaron tierras a los municipios de Mapimí y Gómez Palacio, surgiendo así el Municipio de Tlahualilo.
José de Teresa fue el primer presidente del Consejo del Centro Mercantil, tienda fundada por Sébastien Robert y un grupo de  barcelonnettes que llegaron de Francia para desarrollarse en el comercio y la banca. El Centro Mercantil fue la primera tienda que aceptó ventas a crédito en México. El edificio que Robert y de Teresa mandaron construir para el Centro Mercantil está ubicado en el Portal de Mercaderes y la calle Tlapaleros, hoy Zócalo y Av. 16 de Septiembre. Fue el primero de estilo Arte Nouveau en México. Ahora es sede del Gran Hotel de la Ciudad de México, uno de los más lujosos de la capital mexicana.

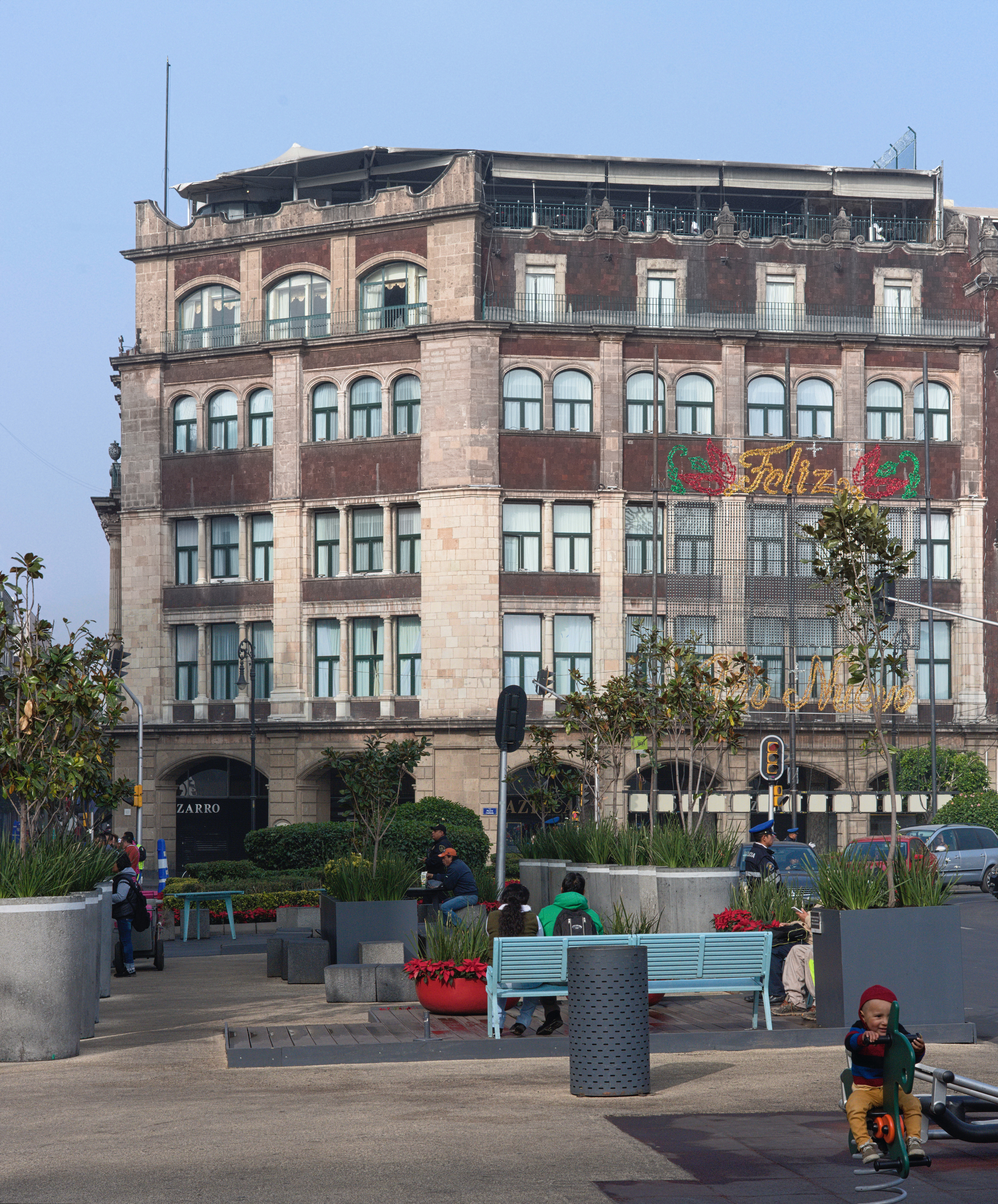
[El Gran Hotel de la Ciudad de México fue el Centro Mercantil. La imagen lo muestra desde El Zócalo

Como político, de Teresa Miranda fue regidor del Ayuntamiento de México y fue Senador por Yucatán.
José de Teresa fue el primer embajador de México en Austria cuando las relaciones diplomáticas entre los dos países fueron restablecidas, después de un periodo largo de tensiones a raíz de la ejecución de Maximiliano de México en 1867 por órdenes de Benito Juárez. José de Teresa murió en Viena. Hubo rumores de que fue la venganza austriaca por el asesinato de Maximiliano.